# Wybory parlamentarne na Wyspach Owczych w 2011 roku
Wybory parlamentarne na Wyspach Owczych w 2011 roku odbyły się 29 października 2011 roku. Do urn poszło 30 552 mieszkańców Wysp Owczych, co sprawiło, że frekwencja wyniosła 86,6%. W nowym składzie parlamentu zasiadło 10 kobiet i 23 mężczyzn (po poprzednich wyborach było to kolejno 7 i 26).
Nastąpiło kilka zmian w strukturze Løgtingu. Partie Fólkaflokkurin oraz Sambandsflokkurin zyskały po jednym mandacie, podczas gdy Sjálvstýrisflokkurin i Miðflokkurin je utraciły. Największą stratę odnotowała Tjóðveldi - dwa mandaty. Nowa partia Framsókn, powstała w wyniku podziałów w Sjálvstýrisflokkurin, uzyskała dwa miejsca w składzie nowego parlamentu, głównie kosztem wspomnianej Tjóðveldi. Jedyną partią, której status nie uległ zmianie po wyborach była Javnaðarflokkurin.
Szesnaście miejsc w parlamencie zostało zajętych przez przedstawicieli opowiadających się za zachowaniem unii z Danią, z czego dziesięciu skrajnie ją popierających. Pozostałych siedemnaście miejsc obsadzili parlamentarzyści opowiadający się za poglądami separatystycznymi, z czego dziewięciu pochodzi z partii skrajnie przeciwnych unii.
Wybory od roku 2008 odbywają się w ramach jednego okręgu wyborczego, obejmującego cały archipelag.

## Wyniki
| Nazwa partii                                    | Lider               | Głosy  | Procent | Mandaty | +/- |
| ----------------------------------------------- | ------------------- | ------ | ------- | ------- | --- |
| Partia Unii (Sambandsflokkurin)                 | Kaj Leo Johannesen  | 7 546  | 24,7    | 8       | +1  |
| Partia Ludowa (Fólkaflokkurin)                  | Jørgen Niclasen     | 6 883  | 22,5    | 8       | +1  |
| Republika (Tjóðveldi)                           | Høgni Hoydal        | 5 589  | 18,3    | 6       | -2  |
| Partia Socjaldemokratyczna (Javnaðarflokkurin)  | Aksel V. Johannesen | 5 428  | 17,8    | 6       | 0   |
| Postęp (Framsókn)                               | Poul Michelsen      | 1 933  | 6,3     | 2       | +2  |
| Partia Centralna (Miðflokkurin)                 | Jenis av Rana       | 1 883  | 6,2     | 2       | -1  |
| Partia Niepodległościowa (Sjálvstýrisflokkurin) | Kári á Rógvi        | 1 290  | 4,2     | 1       | -1  |
| Suma (frekwencja 86,6%)                         |                     | 30 552 | 100     | 33      | 0   |

## Parlamentarzyści na okres 2011-2015
| Nazwisko i imię                   | Partia               | Zawód            | Uzyskane głosy |
| --------------------------------- | -------------------- | ---------------- | -------------- |
| Kaj Leo Johannesen                | Sambandsflokkurin    | Przedsiębiorca   | 1 979          |
| Annika Olsen                      | Fólkaflokkurin       | Nauczyciel       | 1 344          |
| Aksel Johannesen                  | Javnaðarflokkurin    | Adwokat          | 1 204          |
| Høgni Hoydal                      | Tjóðveldi            | Dziennikarz      | 1 054          |
| Jacob Vestergaard                 | Fólkaflokkurin       | Policjant        | 1 048          |
| Bárður Nielsen                    | Sambandsflokkurin    | Dyrektor         | 872            |
| Bjørn Kalsø                       | Sambandsflokkurin    | Rolnik           | 704            |
| Poul Michelsen                    | Framsókn             | Dyrektor         | 581            |
| Rósa Samuelsen                    | Sambandsflokkurin    | Pracownik banku  | 480            |
| Alfred Olsen                      | Sambandsflokkurin    | Samorządowiec    | 473            |
| Jákup Mikkelsen                   | Fólkaflokkurin       | Biznesmen        | 455            |
| Kristina Háfoss                   | Tjóðveldi            | ?                | 451            |
| Jenis av Rana                     | Miðflokkurin         | Lekarz           | 434            |
| Bill Justinussen                  | Miðflokkurin         | Księgowy         | 428            |
| Helgi Abrahamsen                  | Sambandsflokkurin    | Sekretarz partii | 404            |
| Kristin Michelsen                 | Javnaðarflokkurin    | Pracownik banku  | 393            |
| Jørgen Niclasen                   | Fólkaflokkurin       | Przedsiębiorca   | 382            |
| Bjørt Samuelsen                   | Tjóðveldi            | Dziennikarz      | 365            |
| Gunnvør Balle                     | Tjóðveldi            | Pełnomocnik      | 358            |
| Elsebeth Mercedis Gunnleygsdóttur | Fólkaflokkurin       | Policjantka      | 344            |
| Gerhard Lognberg                  | Javnaðarflokkurin    | Menedżer         | 344            |
| Jógvan á Lakjuni                  | Fólkaflokkurin       | Nauczyciel       | 341            |
| Páll á Reynatúgvu                 | Tjóðveldi            | Fizjoterapeuta   | 332            |
| Bjarni Djurholm                   | Fólkaflokkurin       | ?                | 328            |
| Johan Dahl                        | Sambandsflokkurin    | Dyrektor         | 327            |
| Sirið Stenberg                    | Tjóðveldi            | Pielęgniarka     | 319            |
| Kári Højgaard                     | Sjálvstýrisflokkurin | Naczelnik poczty | 317            |
| Edva Jacobsen                     | Sambandsflokkurin    | Doradca klienta  | 311            |
| Hanus Samró                       | Fólkaflokkurin       | Student          | 304            |
| Rigmor Dam                        | Javnaðarflokkurin    | Doradca klienta  | 271            |
| Henrik Old                        | Javnaðarflokkurin    | Rybak            | 265            |
| Eyðgunn Samuelsen                 | Javnaðarflokkurin    | Nauczyciel       | 261            |
| Janus Rein                        | Framsókn             | Kapitan          | 250            |